# タタ大宇
1. 大宇トラック（いすゞ・ニューパワーのライセンス生産車）
2. 2.5t トラック （いすゞ・エルフ 2代目のライセンス生産車）
3. エルフ （いすゞ・エルフ 3代目のライセンス生産車）
4. エルフII（いすゞ・エルフ 4代目のライセンス生産車）
5. 全羅北道群山市にある本社の建物外観

タタ大宇商用車（タタデウしょうようしゃ、英: Tata Daewoo Commercial Vehicle、朝: 타타대우상용차）は、韓国第2位のトラック製造会社である。
元は大宇自動車（乗用車部門はGM大宇→韓国GMに事業を移管）のトラック部門として設立されたが、2004年にインドのタタ・モーターズの100%子会社となった。現在は中型と大型トラック「ノブス」を製造している。
韓国国内での販売は、他の旧大宇系自動車メーカー同様、大宇自動車販売が担当している。

## 歴史
- 1972年、GMコリアのトラック部門として設立し、いすゞ自動車及びシボレー用の部品を導入し、GMK、いすゞ、シボレーブランド等のトラックを生産開始。
- 1973年、大宇・大型トラック（朝鮮語版）を生産開始。
- 1983年、大宇自動車が独MAN社と技術提携。
- 1983年、310馬力を発生するMAN製エンジンを搭載した大宇・15トンダンプ車を発売。
- 1989年、大宇自動車が瑞ボルボ・トラックスとの技術提携により大宇・20.5トンダンプ車を発売。
- 1995年、大宇重工業の商用車事業部門として大宇商用車を設立。
- 1995年、大宇・次世代トラックを発売。
- 1997年、ISO 14001認証を取得。
- 1998年、RHD車を発売。
- 2000年、2001年型大宇・新型次世代トラックを発売。
- 2002年、タタ大宇商用車新設法人の設立を推進。
- 2004年、大宇商用車の株式を印タタ・グループが100%買収し、現在のタタ大宇商用車として発足。
- 2004年、ユーロ3適合の大宇・ノブスを発売。
- 2005年、インド国ニューデリーにおいて大宇・ノブス大型仕様を新車発表。
- 2005年、大宇・ノブス中型仕様の新車発表。
- 2006年、1億ドル輸出の塔を受賞。
- 2006年、LPG車（セミトラクタ）の開発を完了。
- 2007年、巴アフザルモータースにトラック組立工場を建設。
- 2007年、ISO 16949/TS 16949認証を取得。
- 2007年、超長軸車（4.5トン/5トン中型車）を発売。
- 2008年、ユーロ4適合の大宇・ノブスを発売。
- 2008年、韓国初の4.5トンLPG車を開発及び韓国初の4.5トンLPGトラック開発し、第21回世界LPGフォーラムにおいて発売。
- 2008年、2億ドル輸出の塔を受賞。
- 2009年、タタ大宇商用車単一物量最大契約を締結。
- 2009年、全北企業の日の模範企業賞を受賞。
- 2009年、大宇・プリマを発売。
- 2009年、大宇・プリマがグッドデザイン賞を受賞。
- 2010年、プリマ中型仕様を発売。
- 2010年、タタ大宇商用車販売を発足。
- 2010年、ユーロ5適合のプリマ及びノブスを発売。
- 2010年、プリマユーロ5ロードショーを開催。
- 2010年、OHSAS18001認証を取得。
- 2010年、KOTRA主催の外国人投資優秀企業に選定。
- 2011年、ソウルモーターショーに参加。
- 2011年、プレミアムトラックトレーニングセンターを開店。

## 車種一覧
※すでに生産が終了した車種も含む
いすゞ・ニューパワーもしくはシボレーのライセンス生産車
- GMK / シボレー / いすゞトラック（GMコリア、1973年）
- SMCトラック（セハン自動車、1976年）

いすゞ・ニューパワーのライセンス生産車
- 大宇トラック（大宇自動車、1983年）
- 大宇トラック 新型（大宇自動車、1986年）
- 大宇トラック 最新型（大宇自動車、1992年）

いすゞ・エルフ 2/3/4代目のライセンス生産車
- 2.5t トラック （GMコリア・セハン自動車、1973年）：2代目，いすゞ・エルフ
- エルフ （엘프）（セハン自動車、1976年）：3代目，いすゞ・エルフ
- エルフII （엘프II）（大宇自動車、1987年）：4代目，いすゞ・エルフ

オリジナルモデル生産車
- 大宇・次世代トラック（大宇自動車、1995年）：大宇自動車生産車
- 大宇・ノブス（Novus、タタ大宇商用車、2004年）
  - 2004年に大型トラックを発売。
    - カミンズ製のディーゼルエンジンを搭載。
    - 2005年末に親会社のタタ・モーターズによってインドでの製造・販売を開始。

  - 2005年末に中型トラックをラインアップに追加。
    - イヴェコ製のディーゼルエンジンを搭載。